# Michel Pansard
Michel Armand Alexis Jean Pansard (ur. 16 lipca 1955 w Rennes) – francuski duchowny katolicki, biskup Évry-Corbeil-Essonnes od 2017.

## Życiorys
Święcenia kapłańskie otrzymał 19 czerwca 1982 i został inkardynowany do diecezji Nanterre. Po święceniach został wikariuszem w Sceaux oraz katechetą tamtejszego liceum. W 1988 objął funkcję wykładowcy seminarium w Issy-les-Moulineaux, zaś w 2000 otrzymał nominację na wikariusza generalnego diecezji.
21 grudnia 2005 papież Benedykt XVI mianował go ordynariuszem diecezji Chartres. Sakry biskupiej udzielił mu 5 lutego 2006 abp Bernard-Nicolas Aubertin.
1 sierpnia 2017 papież Franciszek mianował do biskupem diecezji Évry-Corbeil-Essonnes.